# Thomas Schelling
Thomas Crombie Schelling (n. 14 aprilie 1921, Oakland, California, SUA – d. 13 decembrie 2016, Bethesda⁠(d), comitatul Montgomery, Maryland, SUA) a fost un economist american, laureat al Premiului Nobel pentru economie în anul 2005.
Schelling s-a făcut remarcat mai ales prin teoria jocului (pentru care a câștigat Premiul Nobel pentru economie), cu aplicații în multe domenii, inclusiv economie și strategie nucleară. Este unul dintre cei mai cunoscuți teoreticieni ai strategiei nucleare.

### Strategie nucleară
- Schelling, Thomas C.: Arms and Influence (New Haven and London: Yale University Press, 1965) ISBN 0-300-14337-0